# Uricicea, Koriukivka
Uricicea (în ucraineană Уріччя) este un sat în comuna Kozîlivka din raionul Koriukivka, regiunea Cernihiv, Ucraina.

## Demografie
Componența lingvistică a localității Uricicea
     Ucraineană (100%)
Conform recensământului din 2001, toată populația localității Uricicea era vorbitoare de ucraineană (100%).